# Малая Козланка
Малая Козланка — река в России, протекает по Междуреченскому району Вологодской области. Устье реки находится в 8 км от устья реки Шуя по левому берегу. Длина реки составляет 19 км.
Исток находится в 15 км к югу от райцентра — села Шуйское. Малая Козланка течёт на север, на ней находится значительное по меркам региона количество жилых деревень — Михалево, Аксентово, Пешково, Врагово, Калитино, Большое Макарово и Воробейцево (все — Сельское поселение Сухонское), а также ряд покинутых.

## Данные водного реестра
По данным государственного водного реестра России относится к Двинско-Печорскому бассейновому округу, водохозяйственный участок реки — Северная Двина от начала реки до впадения реки Вычегда, без рек Юг и Сухона (от истока до Кубенского гидроузла), речной подбассейн реки — Сухона. Речной бассейн реки — Северная Двина.
Код объекта в государственном водном реестре — 03020100312103000007360.